# 火里差
火里差（?—?），蒙古帝国人物。
火鲁刺思氏，名火里差。大蒙古国大汗蒙哥（元宪宗）的后妃（可敦、哈屯，汉译皇后），《新元史》记载蒙哥还没有做大汗之前，他的伯父元太宗窝阔台为他娶火里差为妃，后来蒙哥即位，火里差亦称皇后。